# Svāsthya yoga

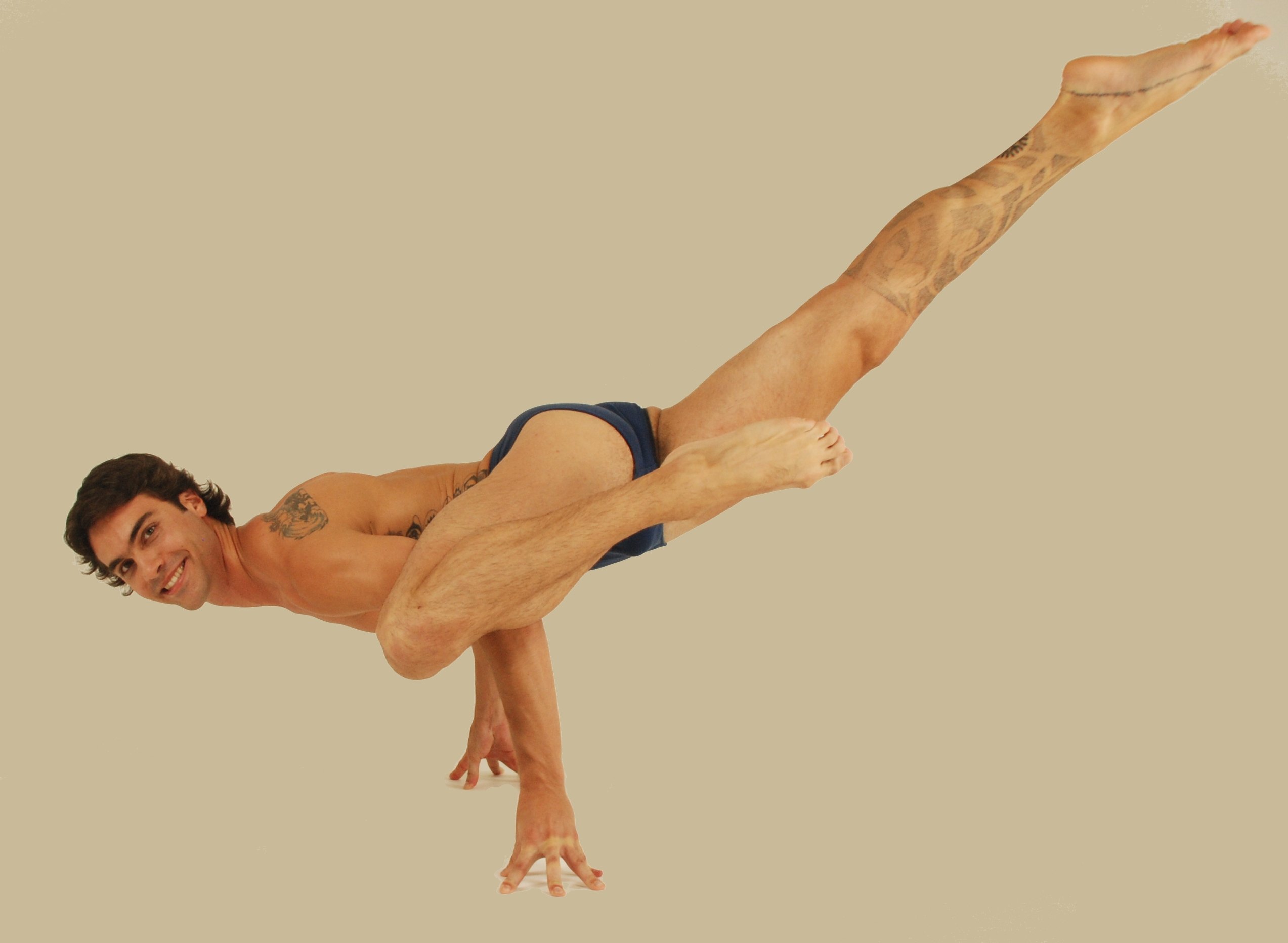
Practicante de swasthya yoga ejecutando la posición utthita ekapada kakasana.

El swāsthya yoga (pronunciado [suástia ióga]) es un tipo de yoga creado a fines del siglo XX por el brasileño Luíz Álvares DeRose (n. 1944), quien en sus libros dice haber rescatado las técnicas de un antiguo tipo de yoga llamado dakshina-achara tántrika nir-íshwara samkhya-yoga.
DeRose afirma que no creó nada, sino que solo «rescató» (mediante técnicas místicas) y sistematizó el método «sin agregar, suprimir ni occidentalizar nada».
DeRose dijo que el swāsthya yoga es matriarcal, sensorial y no represor, naturalista, técnico y no místico, de línea tantra-sāṃkhya.
En las escuelas del método DeRose se escribe SwáSthya Yôga.
La obra principal sobre svāsthya yoga en español es Yôga avanzado: SwáSthya Yôga Shástra.

## El svāsthya como sistematización

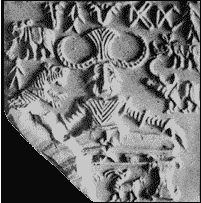
Fotografía del libro Mohenjo Daro and the Indus Civilization (del arqueólogo británico sir John Marshall; Londres, 1931) que muestra un sello de arcilla de la civilización del valle del Indo.

El arqueólogo británico John Marshall (1876-1958) se basó en una sola figurilla de arcilla encontrada en Mohenjo Daro para crear tres peregrinas hipótesis: 
 a) el ser sentado sería el dios Shiva; 
 b) Shiva estaría practicando un āsana de yoga; y 
 c) el yoga tendría entonces 35 siglos de antigüedad.
Otros escritores occidentales ―entre ellos el historiador de las religiones Mircea Eliade (1907-1986) y
el divulgador del hinduismo Georg Feuerstein (1947-2012)―
creyeron que esas proposiciones de Marshall eran suficiente prueba de que en la cultura del Indo se conocía el yoga. En realidad se desconoce si una persona retratada en un sello, sentada con las piernas cruzadas, está practicando «una forma primitiva de yoga».

El yoga tuvo su origen en la India [...] hace cinco mil años [...] en la civilización harappiana o dravídica, que se expandió a partir del valle del río Indo
DeRose: Orígenes del yôga antiguo (Buenos Aires: Kier, pág. 37)

Posiblemente el yoga se creó en la época posterior a las Upanishad (que son textos compuestos entre el siglo VII y el IV a. C.) donde se lo menciona vagamente. El yoga seguramente apareció antes de que Patañjali (en el siglo IV) lo codificara.
Se cree que, en aquel período, el yoga estaba ligado a las filosofías tantra y sāṃkhya, más específicamente al dakshina-achara tántrika y al nir-íshwara samkhya.
En el siglo XX el maestro DeRose presentó su método como: «Svāsthya yoga es el nombre de la sistematización del yoga antiguo», en referencia al yoga de aquel período de la historia.

## Características
Las características principales del svāsthya yoga son:
- Una práctica integrada por ocho modalidades de técnicas (mudrá, pūjā, mantra, prāṇāyāma, kriyā, āsana, yoganidrā y samyama).
- Reglas generales de ejecución.
- El rescate del concepto arcaico de secuencias encadenadas sin repetición (véase el saludo al sol).
- Estar dirigido a personas identificadas con esta propuesta.
- La valorización del sentimiento gregario.
- Una seriedad superlativa.
- Una alegría sincera.
- Una lealtad inquebrantable.

## Elashtánga sádhana
Una de las principales características del svāsthya yoga es el ashtanga sádhana. Ashtánga sádhana significa ‘práctica en ocho partes’ (ashta: ‘ocho’, anga: ‘parte’, sádhana: ‘práctica’). Se utilizan diversos niveles de ese programa óctuple. El primer nivel es el ady ashtánga sádhana (adi: ‘primero, fundamental’), que está constituido por las ocho partes siguientes, en este orden:
1. Mudrá: gesto hecho con las manos. Ayuda al practicante a conseguir un estado de receptividad mayor.
2. Pūjā: sintonización con los arquetipos; retribución de energía. Es la técnica que establece una sintonía del sādhaka con los arquetipos de este linaje.
3. Mantra: vocalización de sonidos. La vibración que se deriva del vacío de las vocalizaciones, en el caso del ády ashtánga sádhana, tiene la finalidad de desesclerosar los canales para que el prana (energía vital) pueda circular.
4. Prāṇāyāma: expansión de la energía vital a través de ejercicios respiratorios. Bombean el prana para que circule por los meridianos de energía y vitalice todo el organismo.
5. Kriyā: actividad de purificación de las mucosas. Estas técnicas de purificación orgánica tienen la finalidad de contribuir a la limpieza del organismo, en esta ocasión a nivel físico.
6. Āsana: técnica corporal firme y agradable. Esta es la parte más conocida y característica del yoga para el público no versado en la materia. En svāsthya yoga se utilizan más de dos mil āsanas.
7. Yoganidrā: técnica de descontracción. Ayuda al yogui en la asimilación y manifestación de los efectos producidos por todos los pasos anteriores. A ellos les suma los propios efectos de una buena recuperación muscular y nerviosa.
8. Samyama: concentración, meditación e «hiperconciencia». Esta técnica comprende concentración, meditación y samādhi al mismo tiempo o de manera secuencial[9] (etimológicamente, samyama proviene de la expresión ‘ir junto’).[10] Si el practicante practica sólo concentración, llega a la meditación, o alcanza el samādhi, eso dependerá exclusivamente de su progreso personal.

## Las reglas generales de ejecución
Una de las contribuciones históricas de la sistematización del svāsthya yoga fue la codificación de las reglas generales de ejecución. En su sistematización DeRose presenta de forma ordenada y precisa las diferentas reglas de ejecución algunas de las cuales ya habían sido enunciadas aisladamente por otros profesores pero nunca reunidas y presentadas de forma sistematizada.
Las reglas generales del svāsthya yoga actualmente codificadas son:
1. Reglas de respiración coordinada: los movimientos hacia arriba se hacen con inspiración, hacia abajo con exhalación.
2. Reglas de permanencia en el āsana: permanencia máxima. Iniciantes: respiración retenida. Avanzados: mientras sea confortable.
3. Reglas de repetición: repetición mínima (ejecutar una sola vez).
4. Reglas de localización de la conciencia: localizar la conciencia en el área del cuerpo que más lo necesite.
5. Reglas de mentalización: crear mentalmente imágenes y sonidos. Avanzados: yantras y mantras.
6. Reglas de ángulo didáctico: realizar la técnica corporal utilizando el mejor ángulo para un hipotético espectador.
7. Reglas de compensación: compensar con ásanas similares hacia el otro lado.
8. Seguridad: esforzarse sin forzar.

De acuerdo con el autor en el svāsthya yoga las reglas generales contribuyen a desarrollar la autosuficiencia en el practicante, acelerando notablemente su evolución.

## Etimología
El codificador del swāsthya traduce esta palabra como autosuficiencia, salud, bienestar, confort y satisfacción refiriendo la siguiente definición del diccionario Monier-WIlliams.
Según el Sanskrit-English Dictionary de Monier-Williams, la palabra swāsthya significa:
- autodependencia,
- buen estado (del cuerpo o el alma),
- salud,
- facilidad,
- confort,
- contentamiento,
- satisfacción.

En hindi (idioma moderno, proveniente del sánscrito), swāsthya significa solamente ‘salud’.
Según el diccionario de Tiziana Pontillo, swāsthya significa
- estar en el propio estado natural (siendo svā: ‘su propio’ y stha: ‘estar’),
- satisfacción,
- salud.

El yoga denominado dákshina áchara tántrika nirishwará samkhya yoga significa:
- dákshina-achāra tántrika: fundamentado en la doctrina tántrica, puntualmente en la «línea de la mano derecha» o «línea blanca». Dákshina-achāra significa ‘rectitud en la conducta’, siendo dákshina: ‘mano derecha’ y achāra: ‘conducta’.
- nir-íshwará-samkhya: fundamentado en la doctrina samkhya, puntualmente la subdivisión que no posee la figura de Íshwara.
  - nirishwará: ‘ateo’, siendo nih: partícula negativa, e īśvará: ‘controlador’, dios.
  - según el Sarva Dárśana Samgraha, nirīśvara-sāmkhia-śāstra es la escritura que trata acerca del aspecto exclusivamente ateo de la doctrina sānkhya, en contraposición con samkhya-yoga, que es el aspecto teísta de esa doctrina.
  - samkhya-yoga: ‘contabilidad’, explicación de la realidad en varias categorías.

## Respaldo institucional
Las principales escuelas en Argentina son escuelas con personería jurídica que cuentan con el auspicio del Ministerio de Cultura de la Ciudad de Buenos Aires, de la Universidad Tecnológica Nacional, la Subsecretaría de Deportes del Gobierno de la Ciudad de Buenos Aires y la Embajada de la India en Argentina entre otras instituciones.

## Críticas
El svāsthya yoga ha despertado críticas por ser discriminatorio. Según estas críticas en las prácticas de svāsthya yoga solo se acepta a gente físicamente bella, culta, saludable y alegre.
Es común que los practicantes realicen un chequeo médico antes de acceder a un curso de svāsthya yoga.
Instructores de svāsthya yoga explican que esta metodología brinda seguridad a los practicantes y denota la seriedad de las instituciones que lo hacen. Estos chequeos además son exigidos por el decreto 1821 que reglamenta la ley 139, aquellas escuelas de yoga que no siguen esta práctica se encontrarían en incumplimiento de la ley.
En palabras del autor, el svāsthya yoga es practicado mayoritariamente por gente joven. No obstante aclara que entre sus alumnos hay todo tipo de público y que la juventud «es un concepto biológico y no cronológico».
Ante las críticas sobre la edad de los practicantes, los instructores de svāsthya yoga explican que se especializan en gente joven y saludable por las características de sus técnicas y por ser su especialidad la formación profesional de instructores. Según ellos esta especialización es la misma que existe en otras disciplinas que tienen un entrenamiento corporal intenso y no son recomendadas para personas ancianas. Añaden que otros autores como Swami Sivananda y Antonio Blay Fontcuberta (1924-1985, el precursor de la psicología transpersonal en España), recomendaban una edad joven y una buena salud para comenzar con la práctica de yoga.